# De Heining (boek)
De Heining is een roman van de Vlaamse schrijver Jan Van Loy, uitgegeven in 2008. In het verhaal verhuist een jong koppel naar een vrijstaande villa in een omheinde woonwijk, waarin elke beweging door camera’s geregistreerd wordt. Een onverwachte gebeurtenis doet de gemeenschap daveren en maakt de bewoners duidelijk dat het ook binnen de omheining niet veilig is. De Heining stond op de shortlist voor een Gouden Uil in 2009.

## Paratekst
De titel van de roman, De Heining, verwijst naar de gated community waarin de roman zich afspeelt. De officiële naam van deze omheinde gemeenschap is 'De Windroos', maar de bewoners van het dorp waarin De Windroos zich bevindt noemen het smalend De Heining.
De titel kan verwijzen naar de omheining die rond De Windroos is gebouwd, maar ook naar het uitzicht van de gemeenschap vanuit een vogelperspectief: twee evenwijdige horizontale wegen werden op twee verticale wegen gebouwd, waardoor de vorm doet denken aan een hekje (#). De titel verwijst dus naar meerdere hekken die de gated community moeten beschermen voor het kwade dat erbuiten volgens de inwoners heerst.
De cover is een ontwerp van Nanja Toebak met een foto van Shutterstock. Het is een afbeelding van een bewakingscamera die aan een muur hangt en verwijst naar de camera's die bijna elke beweging van de inwoners filmen en de Windroos op die manier willen beschermen tegen gevaar van buitenaf.

## Personages

### Hoofdpersonages
- "Ik"-figuur De protagonist is een naamloze, mannelijke figuur die in de 'ik'-vorm het verhaal vertelt. Deze 35-jarige man werkt als ambtenaar bij de Europese Unie[5] en zit vast in een ongelukkig huwelijk met zijn vrouw Debbie. De hoofdfiguur wordt getypeerd als onverstoorbaar[6], een idealist die zich niet snel overgeeft[7], een man met weinig wilskracht[8], maar met het doel rechtvaardig en eerlijk te zijn.[9] Samen met zijn vrouw verhuist hij naar het kleinste huis in woonwijk 'De Windroos', meer bepaald op de Zuidstraat.[10]

- Debbie is de echtgenoot van de naamloze ik-figuur en tandarts van opleiding.[11] Zij is de degene die wil verhuizen uit de grootstad en ervoor pleit om in De Windroos te gaan wonen.[12] Door het gebrek aan liefde in haar huwelijk zoekt ze al snel aandacht van allerlei minnaars. Het ongelukkige huwelijk wordt even opgeschud wanneer Debbie zwanger blijkt[10] en haar echtgenoot de vader niet is. Debbie vraagt uiteindelijk de scheiding aan en wil, na abortus te hebben gepleegd, samenleven met haar minnaar, tot ze ontdekken dat ook deze nieuwe minnaar niet de vader van haar kind is.[13]

- Peter Bril, overbuur van de protagonist en Debbie[14], is een lange, slanke dertiger[14] met een drankprobleem. Hij rijdt in een spinaziegroene Jaguar, woont in De Windroos nadat hij het huis van zijn vader erfde[14] en koopt later in het verhaal een nog groter huis in de woonwijk.[15] Bril maakt geregeld seksistisch opmerkingen en heeft een huishoudster in dienst om al het werk voor hem te doen.[16] Hij haat kinderen en is niet tevreden met de openbare speeltuin van de woonwijk, gebouwd tegenover zijn huis.[17] Bril is het typevoorbeeld van een gevallen dromer.[18]

- Familie Kazan Herman Kazan is de projectontwikkelaar van De Windroos.[19] Hij woont samen met zijn vrouw Rozie Kazan en hun drie zonen in de woonwijk.[20] Herman is lang en buikig[21] en heeft schulden door alle financiële risico’s die hij voor zijn projecten neemt. Het hele gezin, behalve de jongste zoon,[22] gaat op zaterdag naar een psycholoog.

- Milan Kazan is de jongste zoon van Herman en Rozie Kazan. Hij is 4 jaar oud.[23] Wanneer de rest van het gezin zaterdags naar de psycholoog gaat, heeft hij een babysit nodig. Milan raakt vermist wanneer de protagonist tijdens het babysitten in een gevecht verwikkeld geraakt en wordt later dood teruggevonden.[22]

- Mozisco en Ellen ‘Elena’ Mozart Wilson da Silva Machado, alias Mozisco, is een bekende Braziliaanse voetbalspeler.[24] Hij en zijn vrouw Elena zijn kandidaat-kopers voor een huis in De Windroos. Om een huis in de wijk te bemachtigen, moet een kandidaat-koper unaniem goedgekeurd worden door de leden van de bestuursraad. Mozisco en Elena bieden Debbie en de hoofdfiguur geld aan om positief op hun koopverzoek te reageren tijdens de raad.[25] Ellen ‘Elena’ probeert de ik-figuur te verleiden, maar hij gaat hier niet op in.[26] Als wraak vertelt ze haar echtgenoot dat de protagonist haar probeerde te versieren. Mozisco is razend en veroorzaakt amok. Het is tijdens deze ruzie dat Milan verdwijnt.[27]
- Mevrouw Dupont wordt door het hoofdpersonage “schrompelkop” genoemd.[11] Ze is een magere, oude vrouw[11] die een huis in De Windroos kan betalen nadat ze de Lotto heeft gewonnen.[28] Als lid van de bestuursraad keurt ze iedere kandidaat-koper met een ander origine af.[29] Aan het einde van het boek krijgt ze een beroerte, waardoor spreken niet meer lukt.[30] Ze is de verpersoonlijking van de universele gebreken.[31]
- Inspecteur Adams leidt het politieonderzoek naar de verdwijning van Milan Kazan.

### Nevenpersonages
- Suzie en Fleur Suzie en haar dochter Fleur wonen in de Noordstraat van De Windroos.[32] Ze maken kennis met de hoofdfiguur in de openbare speeltuin van de woonwijk, waar Milan en Fleur samen spelen.

- Meneer Ankola is een rijke, maar onopvallende Indische zakenman in diamanten.[33] Hij is net als Mozisco kandidaat-koper voor het laatste huis in De Windroos.

- Mevrouw Schmidt is de voorzitter van de bewonersraad.[11] Zij vraagt de hoofdfiguur om als bestuurslid in de raad te zetelen. Mevrouw Schmidt is een deftige, grijsharige dame.[11]

- Meneer Vanmeer bewoont een huis in de Noordstraat in woonwijk De Windroos.[34]

- Meneer Landau is een bewoner van woonwijk De Windroos. Hij is een kale veertiger.[11]

- Bert Olson is de postbode binnen De Windroos. Hij heeft veel baantjes om zijn vrouw uit een instelling te houden.[35] Hij wordt even verdacht van de ontvoering van Milan.[36] Na zijn vrijlating vertrekt hij met zijn vrouw naar Polen voor genezing door een handoplegger.[37]

- Poortwachter

## Synopsis
Het hoofdpersonage (de naamloze ik-persoon) en zijn vrouw Debbie wonen samen in een appartement in de stad. Op een nacht worden ze opgeschrikt door een incident bij de buren: hun buurvrouw vermoordt haar man met een sierbeeld. Door het geweld wil Debbie verhuizen. Het koppel gaat op zoek naar een nieuwe woning en ontmoet Herman Kazan. Hij is de projectontwikkelaar van De Windroos, een gated community met straten die naar de vier windrichtingen genoemd zijn. Kazan stelt zijn gemeenschap voor als vreedzaam, veilig en comfortabel. Debbie wil het huis dat Kazan aan hen heeft voorgesteld kopen, maar haar man is sceptisch tegenover de extreme beveiliging in de gemeenschap. Voor ze het huis kunnen kopen, moet de bewonersraad van de Windroos hen goedkeuren als nieuwe bewoners. Racisme en omkoping zijn de raadsleden echter niet vreemd. Door een racistische opmerking van raadslid Dupont verlaat het hoofdpersonage boos de vergadering, maar omdat zijn vrouw het huis absoluut wil, stemt hij uiteindelijk toe om het huis te kopen. 
Rozie, de vrouw van Kazan, vraagt het hoofdpersonage om op hun zoon Milan te passen. Hij stemt toe en ze gaan samen naar de speeltuin die in hun gemeenschap was gebouwd. Mozisco komt woedend op het hoofdpersonage af en slaat hem omdat hij denkt dat hij met Ellen is vreemdgegaan. Al snel stopt Peter Bril de aanval door Mozisco onder schot te houden. Hij zorgt ervoor dat Mozisco weggaat. Als het incident voorbij is, merkt het hoofdpersonage echter dat Milan verdwenen is. Door het geweld en de ontvoering van Milan voelen de inwoners van De Windroos zich niet meer veilig in de gemeenschap. Ze kwamen er namelijk wonen om het gevaar van de buitenwereld te ontvluchten, maar nu lijkt het alsof het gevaar van binnenuit komt.
Even later wordt Milans lijk gevonden. Er wordt een bijeenkomst georganiseerd in het rouwcentrum ter nagedachtenis van de jongen. Het hoofdpersonage houdt er een korte speech over Milan en Kazan bedankt hem voor zijn woorden. Tijdens de bijeenkomst komt hij te weten dat zijn vrouw Debbie, die zwanger was van een van haar minnaars en wou scheiden,  abortus heeft gepleegd en dat mevrouw Dupont een beroerte heeft gehad.
Het hoofdpersonage wil zijn huis in de Windroos verkopen, maar omdat de prijs te laag ligt, kan hij dat niet doen. Door de schrijnende omstandigheden houden de bewoners van De Windroos een vergadering in het dorp. Het hoofdpersonage zegt daar dat hij de gemeenschap wil afschaffen en de omheining wil verwijderen. Zijn voorstel krijgt genoeg stemmen en hij wordt lid van het bestuur. Een tijd later wordt De Heining onder massale (pers)belangstelling gesloopt en keert het hoofdpersonage naar huis terug.

## Structuur
De Heining bestaat uit 61 kleine hoofdstukken die chronologisch gerangschikt zijn en uit ongeveer 150 bladzijden met gemiddeld drie bladzijden per hoofdstuk. De korte hoofdstukken zijn te vergelijken met een reeks korte, snel gemonteerde scènes en zorgen ervoor dat de tekst makkelijk leesbaar is. De scenische structuur ondersteunt het hoofdthema: de gated community. De rijke mensen sluiten zich af van hun omgeving uit angst voor criminaliteit en sociale diversiteit. Hierdoor ontstaat een geïsoleerde leefomgeving die beveiligd wordt door portiers, slagbomen en bewakingscamera's. In De Heining is er sprake van filmscript-achtig minimalisme: Van Loy geeft in elk hoofdstuk het verhaal een nieuwe richting, voegt nieuwe plotelementen toe en probeert de lezer te verwarren door valse aanwijzingen te gebruiken in het verhaal. Zo zet hij de lezer op het verkeerde been, ondanks de chronologische structuur. De lezer wordt heen en weer geslingerd in het verhaal, om uiteindelijk op het einde van het boek in een zwart gat te belanden. Ook in Van Loys andere roman Alfa Amerika zijn er nieuwe, filmische wendingen te zien. Net als in De Heining raken deze wendingen de lezer genadeloos.

## Setting
Het verhaal speelt zich hoofdzakelijk af in 'De Windroos', een omheinde woongemeenschap van vier straten met nieuwe villa’s. De Windroos wil absolute veiligheid garanderen door middel van een hoge omheining en een poortwachter die enkel mensen zonder criminele geschiedenis mag binnenlaten. De gemeenschap situeert zich op 30 minuten rijafstand van een dorp. De dorpsbewoners hebben een hekel aan De Windroos en noemen de gemeenschap De Heining.
De Windroos is een perfect voorbeeld van een ‘gated community’, een gemeenschap waar de beter bedeelde mensen van de maatschappij in alle rust kunnen genieten van de veiligheid en het comfort die een omheinde leefomgeving hun kan bieden. De Windroos is hierdoor een “maatschappij binnen de maatschappij”. Het streven naar veiligheid is een belangrijke drijfveer in het verhaal en deze begint vanuit Debbie, nadat er een moord bij de bovenburen is gebeurd. De omheinde woonomgeving is voor haar de enige manier om een gevoel van veiligheid te ervaren, aangezien haar echtgenoot haar dat gevoel niet meer kan bezorgen. Toch is ook dit materieel gevoel van geborgenheid nep, want de muren en camera’s kunnen niet voorkomen dat er alsnog een misdaad plaatsvindt. De utopie die de samenleving de bewoners zou moeten bieden, valt al snel uit elkaar in een lege, kille, angstige gemeenschap.
Uit de sfeer van het verhaal kan je afleiden dat De Windroos zich in Vlaanderen situeert. Dit is dan wel een soort Vlaanderen waar de levenswijze meer lijkt op die van de Verenigde Staten, aangezien ommuurde woonwijken daar vaker voorkomen dan in België.
De chronologie in het verhaal wordt geen enkel moment doorbroken. Verteltijd en vertelde tijd zijn hierdoor grotendeels gelijk aan elkaar. Er zijn geen flashbacks of flashforwards aanwezig. Het verhaal wordt gefocaliseerd vanuit het standpunt van de naamloze ik-figuur en volgt bijna perfect het verloop van diens dagen. Daarbij wordt het boek gekenmerkt door veel dialogen.

## Thema's en motieven

### Thema's
Naast de belangrijkste thema’s als xenofobie, maakbaarheid, schelmenroman, gated community, panopticum en utopie versus dystopie, zijn er nog andere, minder frappante, thema’s als familie, liefde en overspel, verdwijning en moord, alcoholisme en miserabilisme, racisme, multiculturalisme, abortus en natuur versus cultuur.
- Xenofobie: De roman wordt voortgestuwd door angst voor het vreemde, door xenofobie.[48] Zo wordt de roman ook ingezet; "De hand van mijn vrouw maakte mij wakker, maar de angst in haar stem maakte mij waakzaam."[49] De hoofdpersonages, Debbie en de ik-verteller, voelden zich angstig tegenover de vreemde en gewelddadige maatschappij en besloten zich af te zonderen van diezelfde maatschappij. Enkele welgestelde burgers hadden een eiland, of een staat in een staat, gecreëerd waarin ze zich dachten te kunnen afzonderen voor het kwaad buiten en binnen de omheining.[50] Die angst voor al wat vreemd is, zie je in het racistische denken van enkele personages zoals mevrouw Dupont, of Schrompelkop. Haar racistische uitingen zijn zeer expliciet, maar er zijn ook meer impliciete vormen van racisme aanwezig. Deze vind je bij het koppel Debbie en de ik-verteller. Zij vluchten namelijk uit stad waarvan zij vinden dat die ‘te veel verschil en te veel onverschilligheid’ vertoont. Multiculti- en kindermoordproblematiek is ook te linken aan de Belgische grootstad.[51]

- Maakbaarheid: De kerngedachte van De Heining gaat over maakbaarheid. Het kleine bestuur denkt dat ze een veilige plaats kunnen creëren. De gemeenschap heeft nood aan authentieke vormen van vertrouwelijkheid en intimiteit om te (over)leven. Deze veiligheid kan echter niet worden afgedwongen.[52] Uiteindelijk blijkt het idee van maakbaarheid slechts een illusie. “De mens is bang voor zijn medemens - vooral de gegoede burger vreest zijn wat minder fortuinlijke buurman, en de maakbare veiligheid is een oppervlakkige illusie.”[47] In de roman De Heining is De Windroos een goed voorbeeld van maakbaarheid. De samenleving binnen die Windroos is een gated community, letterlijk een afgezonderde gemeenschap. Daarin wonen enkele rijkelui, welgestelden en weloverwogen mensen die er mogen verblijven nadat ze werden goedgekeurd door het kleine bestuur van De Windroos zelf.[50] De gated community kan ook gezien worden als een metafoor voor de tendensen van de huidige samenleving. De roman schept ook een anti-utopische visie. Het blijkt onmogelijk voor de mens een maakbare ideale microwereld te scheppen. De roman vormt een kritiek op de bekrompenheid van de kleinburgerlijkheid.[47] De Windroos is in de roman een door de mens gecreëerde samenleving met een miniem uitgewerkte blauwdruk ervan en een overduidelijke aanwezigheid van een panopticum. Dat illustreert gelijkenissen met een utopie[50][53][54] als Utopia, maar er zijn ook vele verschillen. In een typische utopie zouden de economische opbrengsten gelijk verdeeld moeten zijn, maar dat is in De Heining niet het geval. In de roman is een duidelijk verschil te zien tussen de rijkste mensen en de armsten van de gecreëerde staat. De focus in een utopie ligt normaal gezien ook op een gemeenschappelijke vooruitgang, maar binnen de Windroos is er niets te merken van een gemeenschap. De afzondering of het individuele overleven prevaleert. Waar families uit elkaar worden getrokken in Utopia van Thomas More ten voordele van de gemeenschap, splijten in De Heining gezinnen of relaties in het teken van isolement.[50]

- Panopticum: Een panopticum is een maatschappij die gedomineerd is door de blik. De aanwezigheid van een panopticum maakt het mogelijk een deel van de bevolking te controleren, bewaken en mogelijks verbeteren. In de roman wordt de blik belichaamd door camera's. Echter geven zelfs de camera’s geen garantie meer op veiligheid.[48][53] Dit laatste kan ook geïnterpreteerd worden als een vorm van kritiek op de mediageilheid van de maatschappij.[49]

### Motieven
Enkele vaak terugkerende motieven zijn de karikaturen van de burgers, camera’s of het idee van kijken en bekeken worden, de spanning tussen inperkingen en vrijheden, en afstandelijkheid.
- Karikaturen: De ik-verteller geeft aan enkele personages namen op basis van een prominent kenmerk van het personage. Die naam benadrukt vaak de stereotiepe trekjes van die personages. Zo noemt hij de racistische mevrouw Dupont Schrompelkop en de buurman krijgt de naam Bril.

- Camera's: De Windroos hangt vol met camera's. Dat past bij het thema panopticum. Die camera's zouden de inwoners een gevoel van veiligheid moeten garanderen. Wanneer de camerabeelden echter cruciaal zijn in verband met de verdwijning van Milan, blijken ze plots beschadigd en onbruikbaar te zijn.

- Spanning tussen inperking en vrijheid:In de roman worden naar het einde toe de stikte regels en gewoontes geleidelijk uitgerekt, tot ze uiteindelijk geen baat meer hebben bij de beveiliging van De Windroos. Bril beschikt in tegenstelling tot de andere personages vanaf het begin over een bepaalde vrijheid. Er is zeker vrije meningsuiting en dankzij zijn erfenis is er een soort achterpoortje gevonden binnen de regeltjes van het toetreden in de gated community. Anderzijds woont hij nog steeds in De Windroos en is hij verslaafd aan alcohol.[51]

- Afstandelijkheid: De relatie tussen Debbie en het hoofdpersonage is moeilijk te redden en zeker in een gated community als De Heining valt alles in duigen.[55] De twee slagen er maar niet in om een warme thuis te creëren. De Heining, of de soort muur lijkt te staan voor een bepaalde kilheid. De stad is versnipperd en kent onverschilligheid. Deze kille sfeer verandert niet binnen de Windroos. Het utopisch alternatief blijkt dus geen oplossing.[56][57] Afstandelijkheid is ook te zien wanneer het hoofdpersonage onterecht beschuldigd wordt. Hij wordt beschuldigd omdat hij op straat rondloopt zonder een goede reden te kunnen voorleggen waarom hij daar is. Wanneer hij iemand aanspreekt, wordt hij heel raar bekeken. Het is duidelijk niet de gewoonte om sociaal contact te zoeken met andere bewoners van De Windroos.[58]

## Stijl en taal
Net als Bankvlees heeft De Heining enkele kenmerken van een schelmenroman. De Heining behoort echter niet in zijn geheel tot dit genre. Zo is de ik-verteller geen schelm en zien we hem niet opgroeien tot volwassene. Wel geeft de ik-verteller enkel oppervlakkige beschrijvingen van zijn mede-mens. De stereotiepe beschrijving van personages is een typisch kenmerk van de schelmenroman. Zo is er de bitchy vrouw (Debbie), de bazige huisbezitter (Kazan), de domme donkere voetballer (Mozisco), de sexy voetbalvrouw (Ellen) en de conservatieve oude vrouw (mevrouw Dupont).  Deze beschrijvingen weerhouden de lezer ervan om zich te identificeren met de personages. Dit geeft de lezer de ruimte om zich kritisch verhouden tegenover die voorgestelde taferelen. Ook het duivelse sarcasme in De Heining is een kenmerk van schelmenromans. Via zijn donkere humor brengt de ik-verteller verdrongen emoties aan de oppervlakte. Het volgende citaat illustreert hoe de ik-verteller zijn vaderlijke emoties maskeert. "O? Gastronomisch weekend? Kind nog wat vetmesten voor het wordt geslacht?”
Verder is de stijl simplistisch. De dialogen en korte zinsconstructie werken versnellend. Bovendien zijn er amper gedetailleerde beschrijvingen van de personages en van de omgeving. Met andere woorden voor Van Loy prevaleert het verhaal boven de stijl..

## Context en ontstaansgeschiedenis
Jan Van Loy haalde zijn inspiratie voor De Heining uit zijn eigen ervaringen, want hij woont zelf in een groot flatgebouw dat door camera's bewaakt wordt. Hoewel het verhaal al een tijdje in het hoofd van de auteur zat, werd de openingszin van het boek geïnspireerd door een Antwerps nieuwsfeit over een huiselijke ruzie die resulteerde in doodslag.. Ook het concept van 'De Windroos' in De Heining is gebaseerd op een gelijkaardige gated community in Nederland, al lijkt dit fenomeen ook in opmars in Belgische steden, alhoewel het oorspronkelijk afkomstig is uit de Verenigde Staten. Qua toon en atmosfeer toont de roman gelijkenissen met zijn debuut Bankvlees.
De Heining is verder ook een referentie aan Van Loys eigen zwarte universum. Zelf verwoordt hij zijn gedrevenheid als volgt: "Ik word gemotiveerd door mijn onvrede met het hedendaagse literaire proza: het is te vaak een excuus voor amateur-filosofie en pseudo-poëzie." "Voor mij gaat het om de kunst van het verhaal, waarin de gebeurtenissen de filosofie en de poëzie zijn, en de passages met lyrische of intellectuele bedoelingen alleen uit de mond van domme en/of pretentieuze personages komen", is wat Van Loy zelf als belangrijk pretendeert.

## Waardering
De Heining stond in 2009 op de shortlist van De Gouden Uil. Veel Nederlandse critici vonden, in tegenstelling tot de Vlaamse, dat De Heining geen succesvol vervolg was op Van Loys debuutroman Bankvlees. De Heining laat de lezer immers onbevredigd achter. De plotse versnelling aan het einde zorgt er namelijk voor dat veel vragen onbeantwoord blijven en dat de kritiek (op onder andere racisme) onvoldoende snijdt. Het wereldbeeld en de personages missen bovendien de complexiteit om de lezer de confrontatie te laten aangaan met zijn eigen opvattingen - en eventuele vooroordelen. Die simpliciteit leidt tot de voorspelbaarheid van het verhaal. Zo krijg je net zoals bij James Bond-films een opeenvolging van onwaarschijnlijke gebeurtenissen. Aan spanning ontbreekt het dus niet, maar daar blijft het helaas bij volgens de critici.
Opvallend is dat de Vlaamse en Nederlandse recensenten het verhaal anders situeren. Nederlandse recensenten plaatsen De Heining voornamelijk in Vlaanderen omdat het dorpse nog resoneert in het stedelijke. Vlaanderen is namelijk een "[...]'gated community' [is] ten opzichte van de rest van de wereld.” Daarnaast versterkt Van Loy niet enkel het dorpse cliché, maar ook het cliché van de “multiculti- en kindermoordproblematiek van de [Vlaamse] grootstad". Vlaamse recensenten situeren De Heining dan juist in Nederland omdat de angst voor het vreemde juist eigen is aan de Nederlandse maatschappij. Een uitzondering is Vullings die op zijn beurt De Heining in een alternatief universum situeert vanwege de ultra moderne en dystopische kenmerken.

## Edities
Van dit werk verschenen er 2 edities in 2008. Buiten deze edities zijn er geen adaptaties of vertalingen van dit boek te vinden.

## Verwijzende noten
1. ↑  Absillis, Kevin  (2016). "De ruïnes van Utopia: Hoe het maakbare paradijs verschrompelde tot hekwerkwijk". Passage  3 (3): 10
2. ↑  Cloostermans, M.  (2009). "Het proza van Jan Van Loy". Ons Erfdeel  52: 58
3. ↑  Absillis, Kevin  (2016). "De ruïnes van Utopia: Hoe het maakbare paradijs verschrompelde tot hekwerkwijk". Passage  3 (3): 11
4. ↑  Van Loy, Jan, De heining door Jan Van Loy. Gearchiveerd op 16 februari 2019. Geraadpleegd op 10 november 2018.
5. ↑  Jan Van Loy (2008). De Heining. Nieuw Amsterdam, p. 16.
6. ↑  Leyman, Dirk, De Heining (2008). Geraadpleegd op 12 oktober 2018.
7. ↑  Tilkin, Kristoff, De Heining (2008). Geraadpleegd op 12 oktober 2018.
8. ↑  Jan Van Loy (2008). De Heining. Nieuw Amsterdam, p. 22.
9. ↑  Jan Van Loy (2008). De Heining. Nieuw Amsterdam, p. 74.
10. 1 2  Absillis, Kevin  (2016). De ruïnes van Utopia: Hoe het maakbare paradijs verschrompelde tot hekwerkwijk. Passage  3: p. 10
11. 1 2 3 4 5 6  Jan Van Loy (2008). De Heining. Nieuw Amsterdam, p. 15.
12. ↑  Absillis, Kevin  (2016). De ruïnes van Utopia: Hoe het maakbare paradijs verschrompelde tot hekwerkwijk. Passage  3: p. 10
13. ↑  Jan Van Loy (2008). De Heining. Nieuw Amsterdam, pp. 88 - 89.
14. 1 2 3  Jan Van Loy (2008). De Heining. Nieuw Amsterdam, p. 30.
15. ↑  Jan Van Loy (2008). De Heining. Nieuw Amsterdam, p. 113.
16. ↑  Jan Van Loy (2008). De Heining. Nieuw Amsterdam, p. 94.
17. ↑  Jan Van Loy (2008). De Heining. Nieuw Amsterdam, p. 37.
18. ↑  Cloostermans, Mark  (2009). Het proza van Jan van Loy. Ons Erfdeel  52: pp. 51 - 54
19. ↑  Jan Van Loy (2008). De Heining. Nieuw Amsterdam, p. 11.
20. ↑  Jan Van Loy (2008). De Heining. Nieuw Amsterdam, p. 12.
21. ↑  Jan Van Loy (2008). De Heinig. Nieuw Amsterdam, p. 9.
22. 1 2  Jan Van Loy (2008). De Heining. Nieuw Amsterdam, p. 124.
23. ↑  Jan Van Loy (2008). De Heining. Nieuw Amsterdam, p. 21.
24. ↑  Jan Van Loy (2008). De Heining. Nieuw Amsterdam, p. 58.
25. ↑  Jan Van Loy (2008). De Heining. Nieuw Amsterdam, pp. 59 - 62.
26. ↑  Jan Van Loy (2008). De Heining. Nieuw Amsterdam, pp. 73 - 74.
27. ↑  Jan Van Loy (2008). De Heining. Nieuw Amsterdam, pp. 77 - 81.
28. ↑  Jan Van Loy (2008). De Heining. Nieuw Amsterdam, p. 105.
29. ↑  Jan Van Loy (2008). De Heining. Nieuw Amsterdam, p. 17.
30. ↑  Jan Van Loy (2008). De Heining. Nieuw Amsterdam, p. 131.
31. ↑  "Knal het neer", 20 maart 2009. Geraadpleegd op 30 oktober 2018.
32. ↑  Jan Van Loy (2008). De Heining. Nieuw Amsterdam, p. 54.
33. ↑  Jan Van Loy (2008). De Heining. Nieuw Amsterdam, p. 60.
34. ↑  Jan Van Loy (2008). De Heining. Nieuw Amsterdam, p. 41.
35. ↑  Jan Van Loy (2008). De Heining. Nieuw Amsterdam, p. 32.
36. ↑  Jan Van Loy (2008). De Heining. Nieuw Amsterdam, p. 108.
37. ↑  Jan Van Loy (2008). De Heining. Nieuw Amsterdam, p. 111.
38. ↑  Leyman, Dirk, Jan Van Loy laat de paranoia welig tieren in zijn roman 'De Heining'. De Morgen (26 november 2008). Geraadpleegd op 20 november 2018.
39. 1 2 3 4 5  Peppelenbos, Coen, Recensie: Jan van Loy - De heining (13 januari 2013). Geraadpleegd op 20 november 2018.
40. ↑  Kruse, L.A.A., De heining. NBD Biblion. Geraadpleegd op 20 november 2018.
41. 1 2  Reynebeau, Marc, Lezen wat er (niet) staat. De Standaard (30 april 2009). Geraadpleegd op 20 november 2018.
42. 1 2 3  Cloostermans, Mark  (2009). De gebeurtenissen zijn de poëzie. Het proza van Jan van Loy.. Ons Erfdeel  52: 60
43. 1 2  Tommissen, Erwin, Jan van Loy, De heining. Ilusiore veiligheid. (22 december 2018). Geraadpleegd op 20 november 2018.
44. ↑  Jan Van Loy (2008). De Heining. Nieuw Amsterdam, p. 8.
45. ↑  (en) Samer Bagaeen (2010). Gated Communities: Social Sustainability in Contemporary and Historical Gated Developments. Earthscan, p. 9.
46. ↑  Coolsaet, Rik, "Het hek gaat open", 24 april 2009. Geraadpleegd op 10 november 2018.
47. 1 2 3 4 5 6 7 8 9 10  Theunissen, Jeroen, Hapklaar. De Standaard (17 april 2009). Geraadpleegd op 20 november 2018.
48. 1 2  Jan van Loy - De heining - Omheind de angst te lijf - 8weekly.nl. 8weekly.nl (22 november 2008). Geraadpleegd op 20 november 2018.
49. 1 2 3 4  Leyman, Dirk, Angst eet de ziel op karakterstudie. De Morgen (26 november 2008). Geraadpleegd op 10 november 2018.
50. 1 2 3 4  Absillis, Kevin  (2016). De ruïnes van Utopia: Hoe het maakbare paradijs verschrompelde tot hekwerkwijk. Passage  3: 12
51. 1 2  DBNL, Ons Erfdeel. Jaargang 52 · dbnl. DBNL. Geraadpleegd op 20 november 2018.
52. ↑  Absillis, Kevin  (2016). De ruïnes van Utopia: Hoe het maakbare paradijs verschrompelde tot hekwerkwijk. Passage  3
53. 1 2 3 4  Vullings, Jeroen, Omheind oord. Vrij Nederland (7 februari 2009). Geraadpleegd op 10 november 2018.
54. 1 2 3  Filip, Huysegems, "Ik wil rustig wonen", 2009. Geraadpleegd op 10 november 2018.
55. 1 2 3  Fortuin, Arjen, En toen daalde Nijinski neer op aarde. NRC Handelsblad (31 oktober 2008). Geraadpleegd op 10 november 2018.
56. 1 2  Coolsaet, Rik, Het hek gaat open. De Standaard (24 april 2009). Geraadpleegd op 10 november 2018.
57. ↑  Reynebeau, Marc, Lezen wat er (niet) staat. De Standaard (30 april 2009). Geraadpleegd op 10 november 2018.
58. ↑  Tilkin, Kristoff, De Gouden Uil Literatuurprijs. Humo (14 april 2009). Geraadpleegd op 10 november 2018.
59. 1 2 3 4  Cloostermans, Mark  (2009). De gebeurtenissen zijn de poëzie. Het proza van Jan van Loy.. Ons Erfdeel  52
60. ↑  DE HEINING door Jan Van Loy - Hfdst.44[dode link]. janvanloy.net. Geraadpleegd op 18 december 2018.
61. 1 2  Anoniem, Knal het neer. De Standaard (20 maart 2009). Geraadpleegd op 20 november 2018.
62. ↑  Tilkin, Kristoff, De heining. Humo (14 april 2009). Geraadpleegd op 20 november 2018.
63. ↑  Leyman, Dirk, Jan Van Loy laat de paranoia welig tieren in zijn roman 'De heining'. De Morgen (26 november 2008). Geraadpleegd op 20 november 2018.
64. ↑  Vullings, Jeroen, De heining - Jan van Loy. Vrij Nederland (7 februari 2009). Geraadpleegd op 20 november 2018.
65. 1 2 3 4  de Jong, Sonja, Nieuwe roman Jan van Loy stelt teleur. Haarlems Dagblad (25 november 2008). Geraadpleegd op 18 december 2018.
66. 1 2  Schouten, Rob, Een honger naar geborgenheid. Trouw (1 november 2008). Geraadpleegd op 18 december 2018.
67. ↑  Van Loy, Jan, 1964 -. Geraadpleegd op 10 oktober.